# Agave chrysoglossa
Agave chrysoglossa är en sparrisväxtart som beskrevs av Ivan Murray Johnston. Agave chrysoglossa ingår i släktet Agave och familjen sparrisväxter. Inga underarter finns listade i Catalogue of Life.